# Кошелёвское сельское поселение
Кошелёвское се́льское поселе́ние — муниципальное образование в Свердловском районе Орловской области Российской Федерации.
Административный центр — деревня Кошелёво.

## История
Статус и границы сельского поселения установлены Законом Орловской области от 12 августа 2004 года № 416-ОЗ «О статусе, границах и административных центрах муниципальных образований на территории Свердловского района Орловской области».

## Население
| 2010 | 2012 | 2013 | 2014 | 2015 | 2016 | 2017 |
| ---- | ---- | ---- | ---- | ---- | ---- | ---- |
| 957  | ↘947 | ↘883 | ↘840 | ↘809 | ↘794 | ↘783 |
| 2018 | 2019 | 2020 | 2021 | 2023 |      |      |
| ↘779 | ↘762 | ↘755 | ↘697 | ↘688 |      |      |

## Состав сельского поселения
| №  | Населённый пункт | Тип населённого пункта          | Население |
| -- | ---------------- | ------------------------------- | --------- |
| 1  | Барановка        | деревня                         | ↘54       |
| 2  | Беклемищево      | деревня                         | 4         |
| 3  | Глебово          | деревня                         | 1         |
| 4  | Козьминское      | село                            | ↗295      |
| 5  | Кошелёво         | деревня, административный центр | ↘163      |
| 6  | Красная Дача     | посёлок                         | 22        |
| 7  | Красная Рыбница  | деревня                         | ↗322      |
| 8  | Ольгино          | деревня                         | 9         |
| 9  | Пенькозаводской  | посёлок                         | 25        |
| 10 | Приятное         | деревня                         | 12        |
| 11 | Слобода          | деревня                         | 5         |
| 12 | Старое Горохово  | деревня                         | 36        |
| 13 | Суры             | деревня                         | 0         |
| 14 | Троицкое         | село                            | 7         |
| 15 | Тургеневский     | посёлок                         | 0         |